# Glypta rohweri
Glypta rohweri là một loài tò vò trong họ Ichneumonidae.